# Liste der Museen im Landkreis Donau-Ries
Die Liste der Museen im Landkreis Donau-Ries gibt einen Überblick über aktuelle und ehemalige Museen im Landkreis Donau-Ries in Bayern.

## Aktuelle Museen
| Gemeinde            | Name                            | Kurzbeschreibung | gegründet/ eröffnet | Träger                                                | Standort                                    | Bild           | Link |
| ------------------- | ------------------------------- | --- | ------------------- | ----------------------------------------------------- | ------------------------------------------- | -------------- | ---- |
| Donauwörth          | Haus der Stadtgeschichte        | Zahlreiche Exponate, Modelle und Stadtansichten dokumentieren Donauwörths Stadtgeschichte. | 1986                | Große Kreisstadt Donauwörth                           | Rieder Tor                                  | weitere Bilder |      |
| Donauwörth          | Heimatmuseum auf der Insel Ried | Das Museum im ehemaligen Fischerhaus befasst sich mit dem Fischereiwesen, der Schlosserei und Schmiedekunst, religiöser Volkskunst und Tracht. | 1935                | Große Kreisstadt Donauwörth                           | Altstadtinsel Ried                          | weitere Bilder |      |
| Donauwörth          | Käthe-Kruse-Puppen-Museum       | Das Museum ist dem Lebenswerk der Puppenmacherin Käthe Kruse gewidmet. Es zeigt rund 150 Puppen, Schaufensterfiguren und Puppenstubenpuppen aus der von ihr gegründeten Manufaktur.                                                                  | 1993                | Große Kreisstadt Donauwörth                           | Kapuzinerkloster Donauwörth                 | weitere Bilder |      |
| Donauwörth          | Werner Egk Begegnungsstätte     | Die Begegnungsstätte befasst sich mit dem Leben und Werk des Komponisten und Donauwörther Ehrenbürgers Werner Egk. | 1982                | Große Kreisstadt Donauwörth                           | Kapuzinerkloster Donauwörth                 |                |      |
| Harburg (Schwaben)  | Zehentstadel Heroldingen        | Der restaurierte Stadel beherbergt eine Sammlung alter landwirtschaftlicher Arbeitsgeräte und Maschinen. | 1978                | Verein KulturLand Ries e. V.                          | Heroldingen                                 |                |      |
| Holzheim            | Heimatmuseum                    | Das Museum zeigt ländliches Mobiliar, Objekte aus dem Handwerk und ein komplett eingerichtetes Schulzimmer. |                     | Heimatkundlicher Arbeitskreis Gemeinde Holzheim e. V. | Ehemaliges Lehrerwohnhaus                   |                |      |
| Kaisheim            | Museum „Hinter Gittern“         | Die Ausstellung in Räumen des als Justizvollzugsanstalt genutzten Klostergebäudes befasst sich mit dem Strafvollzug in Bayern im 19. und 20. Jahrhundert.                                                                                            | 1989                |                                                       | Kloster Kaisheim                            |                |      |
| Maihingen           | Museum KulturLand Ries          | Im ehemaligen Brauhaus und der Klosterökonomie geben die Ausstellungen 300 Jahre Alltagskultur im Ries und Rieser Landwirtschaft im Wandel sowie Sonderausstellungen Einblicke in die Alltagswelt früherer Zeiten.                                   | 1984                | Bezirk Schwaben                                       | Kloster Maihingen                           | weitere Bilder |      |
| Mertingen           | Dorfmuseum                      | Die Museumsfreunde zeigen ihre heimatgeschichtliche Sammlung in drei ortstypischen Gebäuden: Der alten Schule, einem Stadel und einer Sölde. | 1984                | Museumsfreunde Mertingen e. V.                        | Ehemaliges Schulhaus, Stadel, Sölde         |                |      |
| Nördlingen          | Bayerisches Eisenbahnmuseum     | Im historischen Bahnbetriebswerk sind mehr als 220 teilweise betriebsfähige Fahrzeuge zu sehen. Es finden Veranstaltungen und Dampfzugfahrten statt.                                                                                                 | 1985                | Bayerisches Eisenbahnmuseum e. V.                     | Ehemaliges Bahnbetriebswerk                 | weitere Bilder |      |
| Nördlingen          | My little Guitarworld           | Die private Sammlung im Zimmermuseum umfasst Gitarren verschiedener Bauweisen und Marken, die auch gespielt werden können. |                     | Privat                                                | !548.8507185510.4852845 48.850718 10.485284 |                |      |
| Nördlingen          | RiesKraterMuseum                | Das Museum befasst sich mit dem als Ries-Ereignis bekannten Asteroideneinschlag, durch den vor etwa 15 Millionen Jahren das Nördlinger Ries entstand, sowie dessen bis heute sichtbaren geologischen und ökologischen Auswirkungen.                  | 6. Mai 1990         | Stadt Nördlingen                                      | Holzhofstadel                               | weitere Bilder |      |
| Nördlingen          | Stadtmauermuseum                | Die Ausstellung auf sechs Ebenen im historischen Torturm dokumentiert die Geschichte der Nördlinger Stadtbefestigung und zeigt eine umfangreiche Zinnfiguren-Sammlung.                                                                               | 1987                | Stadt Nördlingen                                      | Löpsinger Tor                               | weitere Bilder |      |
| Nördlingen          | Stadtmuseum                     | Das Museum zeigt archäologische Funde zur Siedlungsgeschichte des Rieses sowie Exponate zur Stadt- und Kirchengeschichte. Schautafeln und ein Diorama erläutern die Geschichte des 30-jährigen Krieges und die Schlacht bei Nördlingen im Jahr 1634. | 1867                | Stadt Nördlingen                                      | Heilig-Geist-Spital                         |                |      |
| Oettingen in Bayern | Heimatmuseum Oettingen          | Die Ausstellung führt durch die Stadtgeschichte von der Römerzeit über die Zeit als fürstliche Haupt- und Residenzstadt bis zum Alltags- und Erwerbsleben des 19. und 20. Jahrhunderts.                                                              | 1909                | Stadt Oettingen und Heimatverein                      | !548.9525645510.6062735 48.952564 10.606273 |                |      |
| Rain                | Gebrüder-Lachner-Museum         | Im Geburtshaus von Franz, Ignaz und Vinzenz Lachner erinnert eine Ausstellung an das Leben und Wirken der Musikerfamilie. | 1989                | Stadt Rain                                            | Kirchplatz                                  | weitere Bilder |      |
| Rain                | Heimatmuseum Rain               | Das Museum zeigt Exponate zur Ortsgeschichte, Alltagskultur und Volksfrömmigkeit. Ein Zinnfiguren-Diorama veranschaulicht die Schlacht bei Rain am Lech im Jahr 1632.                                                                                | 15. Juni 1988       | Stadt Rain                                            | Ehemaliger Salzstadel                       |                |      |
| Rain                | Jean-Daprai-Museum              | Im Bankgebäude ist eine Ausstellung surrealistischer Malerei des Künstlers Jean Daprai zu sehen. |                     | Privat                                                | Raiffeisenbank Rain                         |                |      |
| Wemding             | Heimatmuseum Wemding            | Die Ausstellung im Haus des Gastes befasst sich mit der Stadtgeschichte, religiöser Volkskunde, Wohn- und Alltagskultur. | 1935                | Stadt Wemding                                         | Ehemaliges Kastenhaus                       |                |      |
| Wemding             | KunstMuseum Donau-Ries          | Das Sammlung umfasst Gemälde und Skulpturen von Ernst Steinacker, Annette Steinacker-Holst, Caspar Schlötter und weiteren Künstlern. Es gibt Sonderausstellungen und ein Veranstaltungsprogramm.                                                     | 2002                | Privat                                                | Ehemaliges Möbelhaus                        | weitere Bilder |      |

## Ehemalige Museen
| Gemeinde   | Name                   | Kurzbeschreibung | gegründet/ eröffnet | geschlossen/ aufgelöst | Träger                      | Standort | Bild | Link |
| ---------- | ---------------------- | --- | ------------------- | ---------------------- | --------------------------- | -------- | ---- | ---- |
| Donauwörth | Archäologisches Museum | Die Sammlung umfasst vor- und frühgeschichtliche Funde aus der Region. Das Museum im Tanzhaus musste aus Brandschutzgründen schließen. | 1981                | 2016                   | Große Kreisstadt Donauwörth | Tanzhaus |      |      |